# Sankt Olofs kyrka, Helsingborg
Sankt Olofs kyrka, även Sankt Olofskyrkan, är en kyrkobyggnad i Helsingborg. Den är församlingskyrka i Gustav Adolfs församling i Lunds stift. Kyrkan är belägen vid Jönköpingsgatan i stadsdelen Husensjö nära stadsdelarna Rosengården och Wilson Park. Den är namngiven efter Nidaros helgon, Sankt Olof.

## Kyrkobyggnaden
S:t Olofskyrkan invigdes den 5 juni 1956 av biskop Anders Nygren. Stadsdelarna Wilson Park, Fältabacken och Husensjö, som till största delen domineras av villabebyggelse, växte fram under 1900-talets första hälft. Tillväxten gjorde att behovet för en gemensam samlingslokal för den kyrkliga verksamheten i området hade ökat, vilket resulterade i kyrkans uppförande. 
Kyrkan ritades av arkitekt Filip Lundgren och består av en u-formad byggnadskropp i ett plan i rött tegel, täckt av sadeltak och med tillhörande källare. Byggnadsformen skapar en kringbyggd mindre innergård mot gatan, där en fristående öppen klockstapel står placerad. Innergården är avgränsad av buskar mot gatan och hyser en mindre trädgård. Interiört domineras kyrkosalen av ett större, målat altarfönster som löper från golv till tak, vilket ovanligt nog vetter åt väster. I källaren ryms samlingslokaler för kyrkoverksamheten. En tillbyggnad från 1987 skapade plats för ytterligare lokaler, inklusive en stor samlingslokal och utrymme för kyrkans barnverksamhet. I markplan gavs utrymme för ett kök och lokaler för kyrkans expedition.

### Orgel
- 1961 byggde Marcussen & Søn, Aabenraa, Danmark och är en mekanisk orgel.

| Manual |
| 8'     |
| 4'     |
| 4'     |
| 2'     |
| 1'     |

- 1988 ska en ny orgel byggas av A. Mårtenssons Orgelfabrik AB, Lund. Orgeln är mekanisk och ska få en ny fasad.

| Huvudverk I          | Svällverk II      | Pedal      | Koppel |
| Basetthorn 8´        | Rörflöjt 8´       | Subbas 16´ | I/P    |
| Gedackt 8'           | Koppelflöjt 4'    |            | II/P   |
| Oktava 4'            | Flöjt 2'          |            | II/I   |
| Sesquialtera 2 choir | Larigot 1 1/3'    |            |        |
| Tremulant            | Crescendosvällare |            |        |